# Diébroudouo
 (juillet 2023).
 (août 2024).
Si vous disposez d'ouvrages ou d'articles de référence ou si vous connaissez des sites web de qualité traitant du thème abordé ici, merci de compléter l'article en donnant les références utiles à sa vérifiabilité et en les liant à la section « Notes et références ».
Diébroudouo est une localité du Sud-Ouest du Burkina Faso située dans le département de Midebdo (province du Noumbiel). Les villes voisines de Midebdo et Batié accueillent les centres de soin les plus proches.

## Géographie
La localité est située dans le département de Midebdo de la province du Noumbiel dans la région Sud-Ouest au Burkina Faso.

## Santé et éducation
Le centre de soins le plus proche de Diébroudouo est le centre de santé et de promotion sociale (CSPS) de Midebdo tandis que le centre médical avec antenne chirurgicale (CMA) de la province se trouve à Batié.